# ليون هندرسون
ليون هندرسون (بالإنجليزية: Leon Henderson)‏ (و. 1895 – 1986 م) هو اقتصادي أمريكي، توفي عن عمر يناهز 91 عاماً.